# Baku (thần thoại)

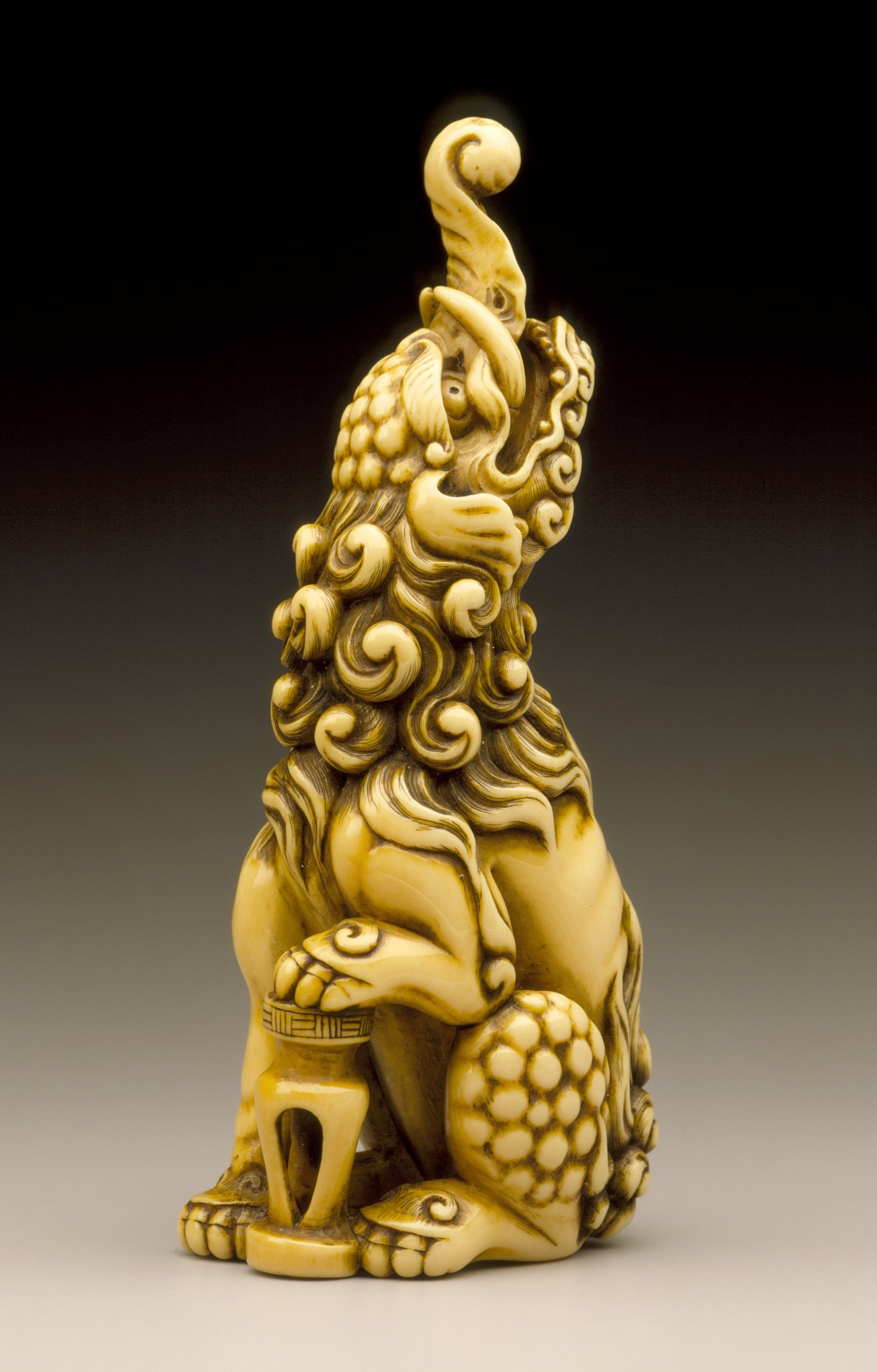
Đồ vật chạm khắc hình con Baku

Yêu quái Baku (tiếng Nhật: 獏 hoặc 貘, Hán-Việt: mạc) là sinh vật siêu nhiên của Nhật Bản được cho là có thể nuốt chửng những cơn ác mộng nên chúng còn được gọi là "thần thú ăn giấc mơ". Baku dần được xem là một linh thú trong văn hoá dân gian Hàn Quốc và Nhật Bản với khả năng ăn những cơn ác mộng. Trong những năm gần đây, đã có những thay đổi trong cách miêu tả Baku. Vì theo cách hiểu của những nền văn hóa khác nhau vào những thời điểm khác nhau nên ý tưởng có thể gọi Baku đến để ngăn chặn hay chấm dứt một cơn ác mộng đều có thể được coi là một và việc sử dụng bùa may mắn hay biểu tượng bảo vệ giấc ngủ là một chủ đề phổ biến trong suốt lịch sử văn hóa Nhật Bản. Ngày nay, thuật ngữ Baku trong tiếng Nhật có hai nghĩa hiện tại, đề cập đến cả sinh vật ăn thịt giấc mơ theo truyền thống và cũng là từ chỉ về loài lợn vòi Malayan (điểm thú vị là Baku tuy là sinh vật lai ghép có nhiều yếu tố của các động vật khác nhau nhưng về tổng thể chúng khá giống với con lợn vòi).

## Mô tả

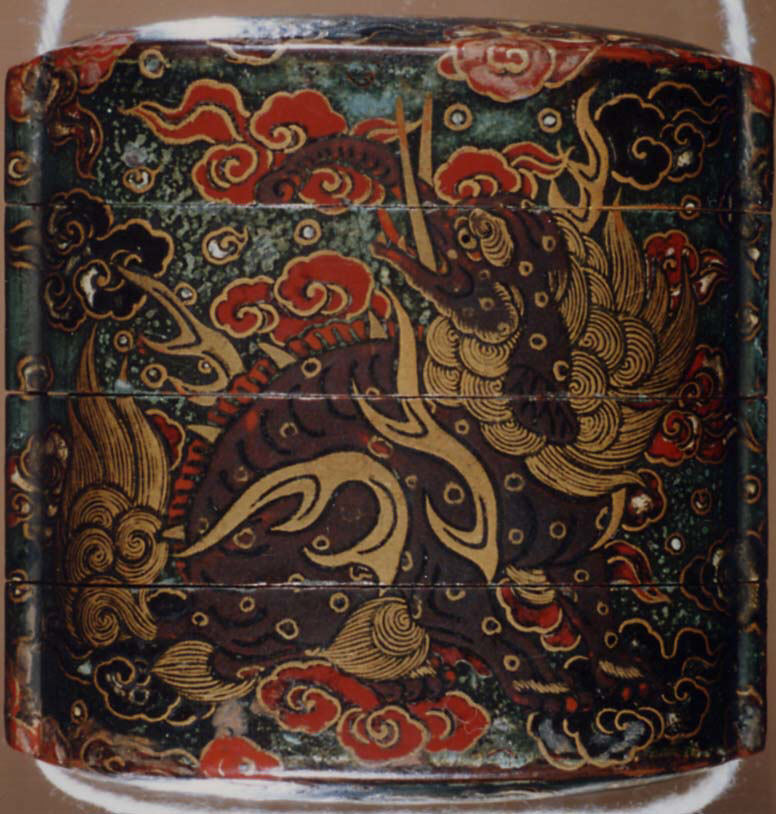
Đồ vật có họa tiết con Baku

Đặc điểm nhận dạng và niềm tin vào Baku đã thay đổi theo thời gian qua suốt hàng ngàn năm ở Nhật Bản. Trong truyền thuyết Trung Quốc cổ đại, Baku là loài động vật bị săn lùng để lấy bộ da của chúng. Theo truyền thuyết, chúng được tạo ra bởi những mảnh ghép thừa còn sót lại khi các vị thần hoàn thành việc tạo ra tất cả các loài động vật khác nên chúng có ngoại hình của một sinh vật lai ghép thần thoại. Tương truyền khi xưa các vị thần tạo ra thế giới, họ đã gom những mảnh thừa còn lại để tạo ra Baku vì vậy nó mới mang hình dạng lai tạp. Có thể nói, Baku được các vị thần hình thành từ những bộ phận còn sót lại sau khi những loài động vật khác được tạo nên.
Là một sinh vật linh thiêng, Baku được mô tả là mang hình dạng khá kỳ quái với thân gấu, mũi voi, chân hổ, đuôi bò và đôi mắt của tê giác, một số thì mô tả là chúng có cái mặt sư tử, thân ngựa, tai bò, chân hổ. Đúng như tên gọi của mình, chúng ăn những giấc mơ, đặc biệt là ác mộng nên mặc dù được nhắc đến khá nhiều, nhưng có một thực tế là không thể ai trông thấy con Baku bao giờ, điều này dẫn đến là khi được yêu cầu mô tả nhận dạng của chúng thì mỗi người nói một kiểu. Nhận dạng được biết đến nhiều nhất về Baku là theo những thư tịch mang tên Sankai Ibutsu (山海異物) theo đó mô tả nó như một sinh vật có hình dáng kỳ dị, mang cơ chể của một con gấu, đầu và vòi của con voi, đuôi bò, mắt của tê giác và chân có móng sắc như loài hổ.
Mặc dù trông kì dị, nhưng Baku là một con vật thiêng rất được con người tôn thờ như một thần bảo hộ bởi khả năng ăn những giấc mơ của con người đặc biệt là những giấc mơ xấu. Những câu chuyện về việc chuyên ăn ác mộng của Baku bắt nguồn từ văn hóa dân gian Trung Quốc, và sau đó xuất hiện ở Nhật Bản trong thời gian giữa thế kỷ thứ XIV và XV, dưới thời Mạc phủ Muromachi trong thời kỳ được gọi là giai đoạn Muromachi. Cho đến khi truyền thuyết Baku xuất hiện ở Nhật Bản với vai trò là một yêu quái ăn giấc mơ thì các câu chuyện về Baku trở nên nhất quán và chúng tiếp tục được xem là yêu quái ăn giấc mơ cho đến ngày nay. Truyền thuyết kể rằng, người gặp ác mộng phải tỉnh dậy và gọi Baku đến nếu muốn chúng ăn giấc mơ của mình.

## Vai trò
Baku tuy cũng là yêu quái nhưng chúng lại giúp đỡ con người bằng cách ăn ác mộng hoặc những linh hồn xấu gây ra những cơn ác mộng đó. Bất cứ nơi nào Baku xuất hiện, lũ yêu quái và những linh hồn tà ma đều phải sợ hãi chạy trốn, chính vì thế Baku được cho là có thể đem lại may mắn và sức khỏe. Baku chỉ xuất hiện khi được gọi đến nhưng đôi khi chúng làm việc này mà không cần ai gọi, nhưng hầu hết các truyền thuyết đều kể rằng người nằm mơ phải tỉnh dậy và gọi Baku đến nếu muốn chúng ăn giấc mơ của mình. Một số truyện còn kể rằng Baku có thể chuyển những giấc mơ bị chúng ăn thành may mắn. Nếu những đứa trẻ gặp ác mộng, chúng sẽ thức dậy và lặp lại ba lần "Baku-san, đến ăn giấc mơ của tôi đi" thì Baku sẽ xuất hiện và ăn những giấc mơ đó để bọn trẻ được yên tâm trở lại giấc ngủ.
Tuy nhiên, phải hạn chế gọi Baku xuất hiện bởi nếu vẫn cảm thấy đói sau khi ăn các ác mộng, chúng sẽ ăn luôn những ước mơ, niềm tin và hy vọng của người đó, để lại cho họ một cuộc đời trống rỗng hư vô, điều này xuất phát từ những truyền thuyết cổ xưa nói rằng, nếu chưa hài lòng sau khi ăn giấc mộng, chúng có thể cũng ăn luôn hy vọng và ước mơ của người gọi nó tới. Điều này tạo ra điều kiêng kỵ là việc triệu hồi Baku yêu cầu sự thận trọng, do nếu Baku không hài lòng sau khi ăn cơn ác mộng, nó có thể sẽ nuốt luôn cả hy vọng và ước mơ. Cho đến nay, giữ một lá bùa Baku cạnh giường ngủ vẫn là thói quen phổ biến của trẻ em Nhật Bản. Nếu ngủ trên một tấm da con Baku thì mọi bệnh tật sẽ bị đẩy lùi.
Tranh vẽ hình Baku do đó thường được treo ở gần giường ngủ như một bùa cầu may và tránh ác mộng. Vào thời Edo, người ta còn dùng gối trên đó có hình con Baku để mời Baku đến. Ngày nay, đôi khi các bậc phụ huynh vẫn mua cho con mình một con Baku nhồi bông để ôm đi ngủ với hy vọng nó sẽ bảo vệ những đứa trẻ khỏi những giấc mơ xấu. Cho đến nay, giữ một lá bùa Baku cạnh giường ngủ vẫn là thói quen phổ biến của trẻ em Nhật Bản. Tấm chăn làm từ da Baku được xem là một tấm bùa may mắn hoặc bùa hộ mệnh thần diệu có khả năng bảo vệ con người khỏi những linh hồn xấu xa. Tập tục này đã dần biến đổi, việc sử dụng da Baku trở nên không cần thiết mà thay vào đó, để hình ảnh của Baku cạnh giường cũng có tác dụng tương tự. Tại làng Saigō, tỉnh Miyazaki thì trước khi mang quan tài ra khỏi nhà, người ta đọc hai lần câu "Baku niha kuwasen" (nghĩa là: không để cho con Baku ăn xác).

## Văn hóa đại chúng
Chúng có lịch sử lâu đời trong văn hóa dân gian và nghệ thuật Nhật Bản và gần đây đã xuất hiện trong manga và anime vì lẽ rằng chúng nổi tiếng trong văn hóa Nhật, là một biểu tượng tín ngưỡng nổi tiếng nên Baku được nhắc rất nhiều trong các bộ truyện tranh, phim hoạt hình và cả trò chơi điện tử (game). Trong Nightmare Inspector: Yumekui Kenbun, nhân vật chính là Hiruko là một Baku xuất hiện trong hình dáng thiếu niên. Cậu ta giúp giải phóng các khách hàng khỏi sự ám ảnh của những cơn ác mộng kéo dài với tiền công là chính những giấc mơ đó. Năm 1984, bộ phim hoạt hình của Oshii Mamoru là Giấc mơ đẹp ("Beautiful Dreamer"), miêu tả một Baku trong hình dạng một con cá heo, hay tạo hình con Drowzee trong Pokemon cũng được lấy ý tưởng từ Baku. Drowzee là một sinh vật nổi tiếng trong Pokémon với tạo hình được lấy cảm hứng từ Baku.